# حملة وادي بازار
حملة وادي بازار (بالإنجليزية: Bazar Valley campaign)‏ كانت حملة انتقامية في عام 1908 ضد عشيرة شكا كيل من القبيلة الأفغانية آفريدي القاطنة للجبال على حدود بيشاور على الجبهة الحدودية الشمالية الغربية للهند البريطانية.
شنت تلك الحملة القوات الميدانية لوادي بازار تحت قيادة اللواء سير جيمس ويلكوكس. بدأت الحملة في 12 فبراير عام 1908، واختتمها مجلس عرفي (جيركا) وسلام في مارس عام 1908. وصفت المجلة الساخرة بانش هذه الحملة بـ«حرب عطلة نهاية الأسبوع لويلكوكس». كانت العناصر الأساسية للجيش البريطاني هم مقاتلو المرتفعات والبحار ورماة الرماح الـ37. شملت أفواج الجيش البريطاني الهندي القطاعات 45 و53 من السيخ، ومهندسي المدراس العسكريين، ومدفعية الجوركا الخامسة. اشترك أرشيبالد ويفل في هذه الحملة كضابط صغير.

## الخلفية

### وضع الجبهة الشمالية الغربية 1897-1907
استطاعت القوات البريطانية إزاحة ضباب الألغاز المحيط بتيراه لعدة قرون بعد حملة تيراه 1987-98. استُكشفت الدولة من أولها لآخرها. تعلمت قبيلة الآفريدي أن القرى والجبال المعزولة الخاصة بها على سفح سفيد كوه لم تعد آمنة كما كانت، إذا قامت قوات معدة بغزو المنطقة.
جاءت التسوية الأخيرة مرضية للطرفين. كانت الشروط الإنسانية والتقدمية التي ضمنتها لهم الحكومة محل تقدير من رجال القبيلة، نظرًا لنفاد مواردهم مؤقتًا جراء الغزو. كان تجنيد الجيش الهندي وميليشيات الجبهة نشيطًا كالعادة.
كانت ديمومة استقرار السلام أكيدة، لولا تأثير بعض الخطط الشريرة، التي هددت باستمرار ولاء العشائر القبلية تجاه الحكومة البريطانية. كان انتشار عدد من الملا في البقاع القبلية وأفغانستان محفزًا لإمكانية الهجوم على حكومة أجنبية، بسبب المعتقدات المتطرفة التي يعتقدون فيها، بالإضافة لوجود حزب ضد بريطانيا في كابول، الذي تكفل بتكلفة الهجوم وتشجيع العشائر القبلية على الهجوم. سمحت أعداد كبيرة من قبلية الآفريدي بشراء الأسلحة والذخيرة في عام 1904. ورد إلى تيراه أثناء تلك السنة عدد كبير من البنادق والخراطيش نتيجة لذلك. شجع استقبال أفراد قبيلة الآفريدي الذاهبين إلى كابول في عام 1904 القبائل ككل، وقبيلة شكا كيل على وجه التحديد، لتبني موقف متمرد تجاه الحكومة البريطانية. شنت جماعة مكونة من 15 شخصًا من قبيلة الآفريدي (من شكا كيل وكامبار كيل) واثنين من الأوراكزايس غارة على قرية دارشاي كيل بالقرب من باهدور كيل. أُجبر زعماء القبائل على الاعتراف بالجرائم المسيئة نتيجة لهذه الغارة. اعترف الزعماء أن العشائر يدينون بالفضل لما رأوه في كابول، ولكنهم خرجوا عن السيطرة. شجع إيقاف المخصصات التي كانت تتمتع بها القبائل بسبب أفعال الآفريدي 1904 نبذ شكا كيل. لم تسفر جهودهم عن نتائج نهائية، ولكن اتضح أنهم فعلوا كل ما بوسعهم لقهر الجامحين، وأعيدت المخصصات في بواكر 1905 باستثناء شكا كيل.
حافظت شكا كيل على موقفها المواجه للحكومة خلال أعوام 1904 و1905 و1906 و1907. هرعت عصابات القبيلة إلى حدود كوهات وبيشاور، ما أدى إلى تهديد أمن الحياة والممتلكات. استطاع الآفريديون الآخرون كبح جماح أعضاء العشائر الأخرى من الانضمام لتلك الغارات، ولكنهم اعترفوا بعجزهم عن السيطرة على شكا كيل، وأوصوا الحكومة بغزو وادي بازار بالفعل، بصفتها الوسيلة الوحيدة للتعامل مع الموقف.
في يوليو عام 1907، بعد سماع شكا كيل عدم وجود نية لدعوة الجيركا الخاص بهم مع العشائر الآفريدية الأخرى لاستقبال المخصصات، أرسلوا جيركا غير مدعو إلى لاندي كوتال وأعلنوا نيتهم لإقامة السلام مع الحكومة وسماع الاتهامات الموجهة إليهم وتسوية القضية. أعلنوا عبثية التهم الموجهة إليهم وبطلانها بعد سماعهم إياها. وأعدوا أنفسهم لاستعادة أي ممتلكات مسروقة يعرفها الرجال المتهمون وتوجد في حيازتهم، وإعادة ثلاث من أصل ست بنادق مأخوذة في غارة على قسم شرطة بابي. وشددوا على ضرورة إيقاف نظام اقتطاع الغرامات من المخصصات، وقبول يمينهم في كل الحالات، وعدم تحملهم مسؤولية المغيرين العابرين لأراضيهم إلى الأراضي الواقعة تحت الحكم البريطاني، وأنهم لن يسلموا مرتكبي الجرائم تحت أي ظرف، وشددوا على أهمية إزالة جميع القيود المفروضة على أفراد القبيلة الذين يذهبون إلى كابول، أو الذين يتلقون المخصصات من الأمير. أظهر موقفهم العام غياب أي رغبة حقيقية للتسوية، وعادوا إلى البازار دون تقدم ملموس في أي شأن. كان وقع الاستقبال المتعنت لهذا الجيركا شديد التأثير على المناعة التي تمتعت بها الحدود من غاراتهم أثناء شهور الصيف. بمرور الوقت ودون تطبيق العقوبة المتوقعة، اختفى الخوف من تطبيقها معها. عادت التوصية بالغارات عند عودة القادة، وأبرزهم كانوا داباي وعثمان ومولتان.

### الغارات على المدن البريطانية الهندية 1907-1908
تلقت زيارة شكا كيل لكابول استحسانًا من ساردار نصر الله خان، وتلقوا علاوات سنوية من الأمير، ودُفعت الكثير من البدلات وأعطيت منحًا جديدة. فُتحت كل المنشآت للعشائر لشراء البنادق، وأتيحت كمية كبيرة منها من خليج فارس لمزيد من الدعم. تصور أفراد الآفريدي أن استقبال العلاوات من الحكومة الأفغانية، والانضمام «لحزب كابول» يعادل قسمًا بالعداء القاطع للحكومة البريطانية، وكان استئناف الغارات عند العودة استكمالًا طبيعيًا لهذه الزيارة إلى كابول. في أكتوبر، نظمت خمس عصابات إغارة منفصلة أنفسها، وتضاعفت أعدادهم بالخارجين عن القانون من القبائل الأخرى، على هذا النمط:
| اسم القائد            | القبيلة      |
| داداي                 | أناي شكا كيل |
| مولتان                | غير معروف    |
| غول باز               | غير معروف    |
| محمد أفزال زياد الدين | شكا كيل      |
| عثمان خوسروغي         | شكا كيل      |

### 5 أكتوبر 1907
شنت عصابة مكونة من 30 فردًا من شكا كيل تحت قيادة داداي غارة على قرية سوماري في منطقة كوهات، وقتلوا محمديًا واختطفوا هندوسيين وممتلكات تُقدر بـ600 روبية.

### 28 أكتوبر
هاجمت عصابة مكونة من 30 آفريدي، أغلبهم من شكا كيل، بابي في منطقة بيشاور واختطفوا خمسًا من الهندوس. أطلقوا كمية من الأعيرة النارية على جماعة من ضباط القسم وتسببوا في إصابة جندي هندي ومالك أراضي. هاجموا وأصابوا مساعد الإيرادات في الترناب واستحوذوا على أحصنته وخادمه. بالقرب من بيشاور قابلوا مجموعة من رجال الشرطة وأطلقوا النار عليهم، وأصابوا مجندين. واضطروا في الأخير إلى التخلي عن الغنائم الثقيلة التي حصلوا عليها والتقهقر إلى المنطقة القبلية.

### 13 نوفمبر
هاجم قرية لاتشي ومنطقة كوهات 22 رجلًا، من شكا كيل على وجه الخصوص. هوجم مكتب البريد وقُتل قروي وأصيب ثلاثة. واجه المغيرون مجموعة من الشرطة العسكرية على الحدود وأطلقوا النيران عليهم، وقتلوا اثنين وأصابوا اثنين آخرين. استحوذوا على 4 بنادق ومجوهرات وغيرها من الممتلكات.

### 20 نوفمبر
أطلقت عصابة مشابهة بقيادة داداي النار على قرية قريبة من بارا فورت. ظهرت حامية الشرطة العسكرية الحدودية وهوجمت فجأة، قُتل فردان وأصيب فردان آخران.

### 24 نوفمبر
هاجمت عصابة كبيرة من شكا كيل قرية ماراي في كوهات، ولكنهم هربوا سريعًا بفعل تصدي الجنود وسكان القرية، وفقدوا رجلين بالإضافة لثلاث إصابات، كلهم من شكا كيل.

### 25 نوفمبر
استحوذ مولتان بالتعاون مع 35 فردًا من شكا كيل على 400 قارب من ماتاني وهاجموا مركز الشرطة حيث طُردوا بعيدًا.

### 5 ديسمبر
هوجمت قرية ماشو كيل في بيشاور وسلبوا سوقًا للتجار وقتلوا مالكه، في هجوم شنته عصابة مكونة من 16 فردًا، أغلبهم من شكا كيل، واختُطف 12 من البغال العاملة في طريق خيبار بالقرب من جارود وحُملت لبازار على يد شكا كيل.

### محاولات تفادي الصراع
لم تكن تلك الغارات مجرد حوادث حدودية يمكن أن تمر مرور الكرام نظرًا للظروف على الجبهة. فقد كان الكثير منها غارات منظمة شنتها جماعات مسلحة كبيرة الحجم على قرى مسالمة في داخل المناطق الخاضعة للحكم البريطاني، أو هجمات مباشرة على مقار الحكومة وممتلكاتها. كان من الواضح أن تلك الأعمال العدائية التي قامت بها شكا كيل جعلت العمليات العسكرية حتمية. اقترحت الحكومة على وزير الخارجية الهندي في تاريخ 9 يناير عام 1908 استنفاد كل الوسائل البديلة قبل التوجه للحل العسكري الانتقامي، وأن سير هـ. ديان، المفوض العام في الجبهة الشمالية الغربية، عليه الدعوة لجيركا من عشائر الآفريدي والإعلان عن عقوبات الحكومة في حال لم تتوقف الأعمال التي تقوم بها شكا كيل.
وكما أشير، ربما يتفادى هذا الفعل ضرورة اتخاذ وسائل تأديبية، وفي نفس الوقت، إذا عبر الآفريديون عن عجزهم عن قهر شكا كيل، سيكون من المحتم على الرأي العام الاعتراف بحق السلطات البريطانية الهندية بتبني إجراءات قهرية بأنفسهم وحرمانهم من أي عذر للانضمام لشكا كيل. لم يُظهر موقف الآفريدي في هذا الوقت أي رغبة من جانب الأقسام الأخرى لنسب أنفسهم إلى شكا كيل، وكان هناك القليل من الأسباب للتنبؤ بأنهم سينضمون إلى الصف المعارض للتقدم البريطاني في بازار. 